# Brzyków (województwo łódzkie)
Brzyków – wieś w Polsce położona w województwie łódzkim, w powiecie łaskim, w gminie Widawa.
Przez miejscowość przebiega droga wojewódzka nr 481.

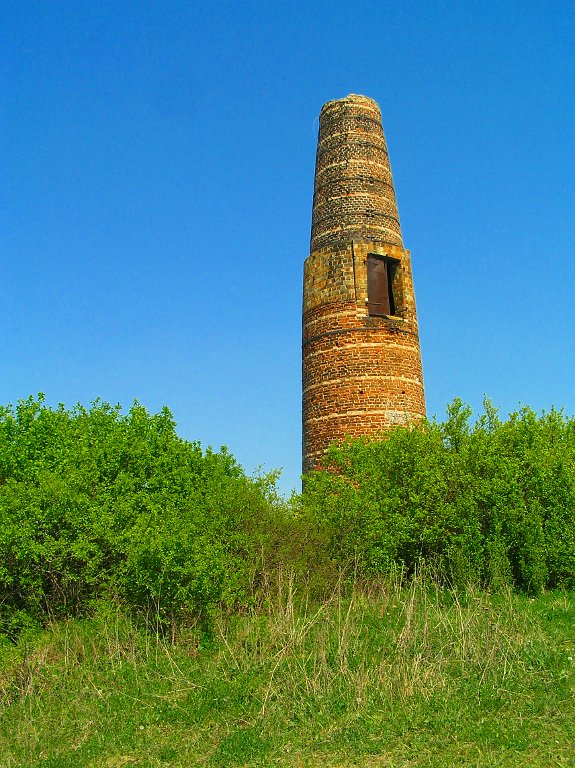
Nieczynny wapiennik

Wieś znana od 1393 r. W jej sąsiedztwie występują wapienne wzgórza jurajskie z nieczynnymi już wapiennikami. 
Parafia istniała w poł. XV w. pod wezwaniem św. Jana. Poprzedni drewniany kościół zawalił się ze starości na pocz. XIX w. Obecny kościół pochodzi z lat 1860–1872. Wyposażenie z XVII/XVIII w. Tutejszy proboszcz Kazimierz Jany, kapelan w oddziale Makarego Drohomireckiego, poległ 15 lutego 1863 r. w lasach lipieńskich pod Pyszkowem.
Według danych ze spisu powszechnego z 30 września 1921 r. wieś liczyła łącznie 346 mieszkańców (296 we wsi i 50 w folwarku), w tym 167 mężczyzn (142 we wsi i 25 w folwarku) i 179 kobiet (154 we wsi i 25 w folwarku). Zamieszkiwali oni w 49 budynkach (wieś – 46, folwark – 3). Wszyscy mieszkańcy byli wyznania rzymskokatolickiego, podobnie wszyscy podali narodowość polską.
W latach 1954–1957 wieś należała do gromady Osieczno (gromada), w wyniku zmiany siedziby i nazwy gromady stała się siedzibą władz gromady Brzyków. W latach 1975–1998 miejscowość administracyjnie należała do województwa sieradzkiego.

## Urodzeni w Brzykowie
- Józef Florczak – polski duchowny katolicki, prałat, kanonista, profesor i dziekan Wydziału Prawa Kanonicznego Katolickiego Uniwersytetu Lubelskiego, wcześniej wykładowca Cesarskiej Rzymskokatolickiej Akademii Duchownej w Petersburgu[6].